# Kanton Châteauneuf-sur-Loire
Kanton Châteauneuf-sur-Loire (francouzsky Canton de Châteauneuf-sur-Loire) je francouzský kanton v departementu Loiret v regionu Centre-Val de Loire. Tvoří ho 12 obcí.

## Obce kantonu
- Bouzy-la-Forêt
- Châtenoy
- Châteauneuf-sur-Loire
- Combreux
- Fay-aux-Loges
- Germigny-des-Prés
- Saint-Aignan-des-Gués
- Saint-Denis-de-l'Hôtel
- Saint-Martin-d'Abbat
- Seichebrières
- Sury-aux-Bois
- Vitry-aux-Loges